# Ècdisi

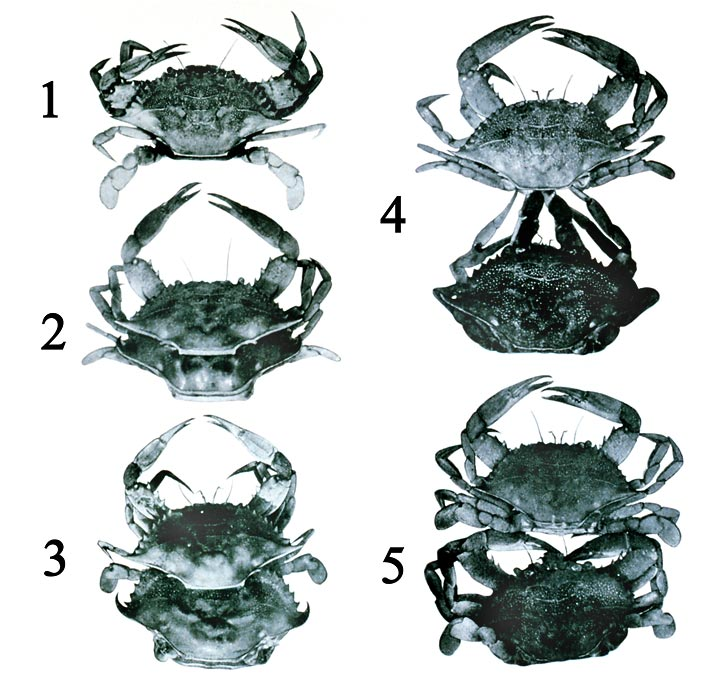
Moments de la muda del cranc.

El terme ècdisi (sortida o evasió, en grec) s'utilitza, generalment, per a referir-se al procés de muda de l'exoesquelet dels artròpodes, com ara els crancs. Aquest procés el controla l'hormona ecdisona, responsable també d'iniciar el procés de metamorfosi.
Les restes de l'antic exoesquelet reben el nom d'exúvia.